# Pélussin
Pélussin település Franciaországban, Loire megyében. Lakosainak száma 3665 fő (2022. január 1.). Pélussin Bessey, Chavanay, Chuyer, Doizieux, Pavezin, Roisey, Sainte-Croix-en-Jarez, Saint-Paul-en-Jarez és La Terrasse-sur-Dorlay községekkel határos.

## Népesség
A település népességének változása:
| Lakosok száma | 2608 | 2785 | 3132 | 3405 | 3664 | 3757 | 3765 | 3738 | 3726 | 3665 |
|               | 1968 | 1982 | 1990 | 2006 | 2013 | 2015 | 2017 | 2019 | 2020 | 2022 |